# 科索沃议会

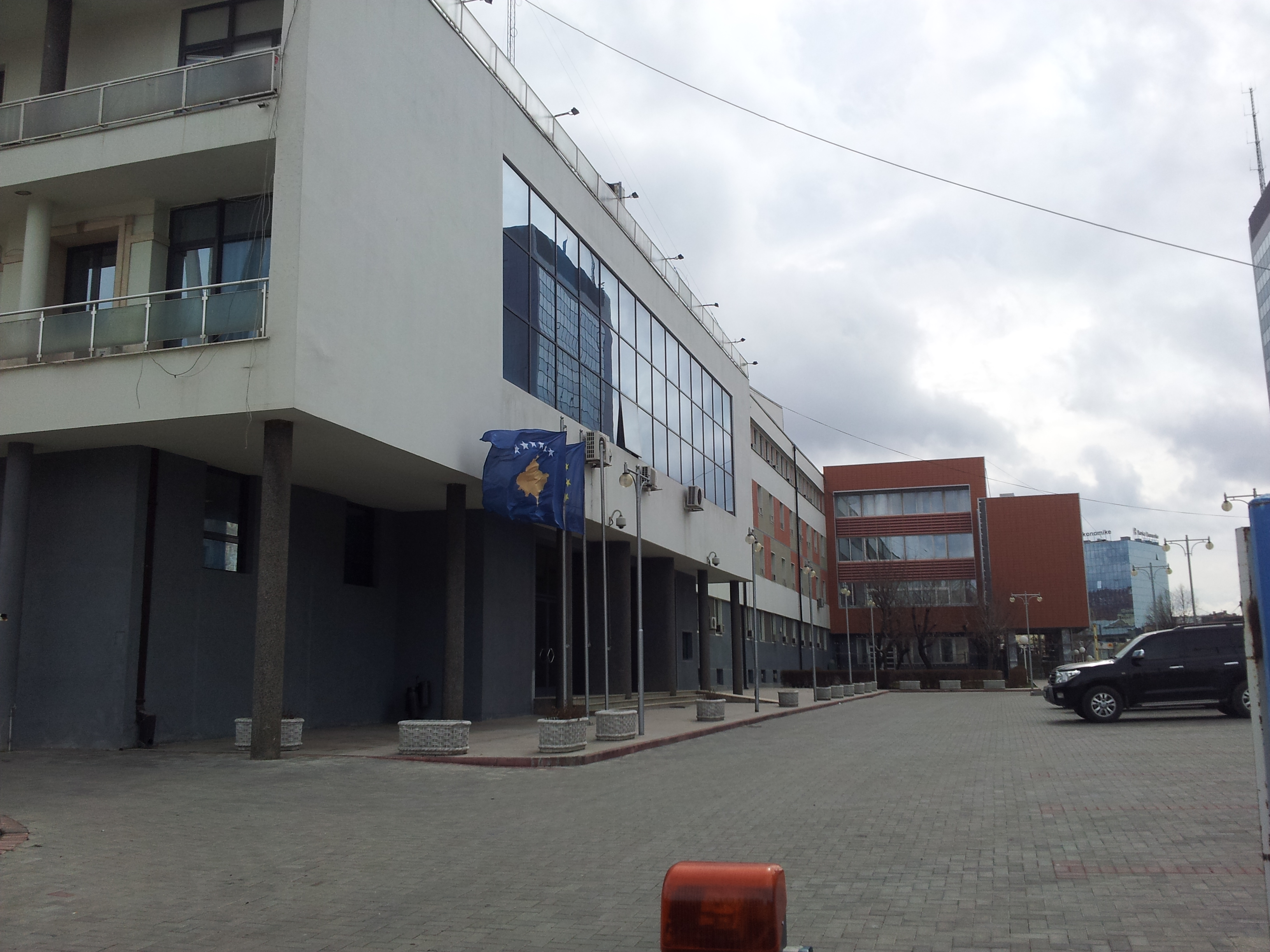
科索沃議會大樓

科索沃议会（阿尔巴尼亚语：Kuvendi i Kosovës；塞尔维亚语：Скупштина Косова / Skupština Kosova）是科索沃的国家立法机关，該機構設立於科索沃首都普里什蒂納议会大樓內。科索沃议会实行一院制，由120名經人民選舉產生的议员所组成。议員任期為4年。